# Василе Александри (Тулћа)
Василе Александри (рум. Vasile Alecsandri) насеље је у Румунији у округу Тулћа у општини Стежару. Oпштина се налази на надморској висини од 242 m.

## Становништво
Према подацима из 2002. године у насељу је живело 626 становника.

### Попис2002.
| Расподела становништва по националности 2002.‍ | Расподела становништва по националности 2002.‍ | Расподела становништва по националности 2002.‍ | Расподела становништва по националности 2002.‍ | Расподела становништва по националности 2002.‍ |
| --------------------------------------------- | --------------------------------------------- | --------------------------------------------- | --------------------------------------------- | --------------------------------------------- |
|                                               |                                               |                                               |                                               |                                               |
| Румуни                                        | Румуни                                        |                                               | 615                                           | 98,7%                                         |
| Турци                                         | Турци                                         |                                               | 8                                             | 1,3%                                          |